# Нападівська сільська рада (Калинівський район)
| Нападівська сільська рада — орган місцевого самоврядування у Калинівському районі Вінницької області з адміністративним центром у с. Нападівка. Сільській раді підпорядковані населені пункти: - с. Нападівка - с. Мончинці |

## Склад ради
Рада складається з 12 депутатів та голови.

## Керівний склад сільської ради
| ПІБ                          | Основні відомості                                                                             | Дата обрання | Дата звільнення |
| ---------------------------- | --------------------------------------------------------------------------------------------- | ------------ | --------------- |
| Ковальчук Володимир Петрович | Сільський голова, 1965 року народження, освіта, член Всеукраїнського об'єднання «Батьківщина» | 26.03.2006   | 14.03.2008      |
| Вигодянська Людмила Іванівна | Сільський голова, 1966 року народження, освіта, позапартійна                                  | 30.11.2008   | 31.10.2010      |
| Пивовар Неля Олександрівна   | Сільський голова, 1965 року народження, освіта середня спеціальна                             | 31.10.2010   |                 |

Примітка: таблиця складена за даними джерела